# Quart (Einheit)
Quart (von lateinisch quartus, der „vierte“, in Bezug auf den 4. Teil eines größeren Maßes) ist ein Hohlmaß bzw. Raummaß. Es ist eine Einheit für das Volumen von Flüssigkeiten und Trockenstoffen, die vor allem im angloamerikanischen Maßsystem Verwendung findet. Die verwendeten Einheitenzeichen sind dabei Imp.qt./US liq.qt./US dry qt. Auch in Deutschland war das Quart (genannt auch Quartel) als Flüssigkeitsmaß (regional verschieden von etwa 0,25 bis 1,5 Liter) gebräuchlich, insbesondere im Wein- und Bierhandel. Die benutzten Einheiten waren allerdings nicht mit den amerikanischen identisch.

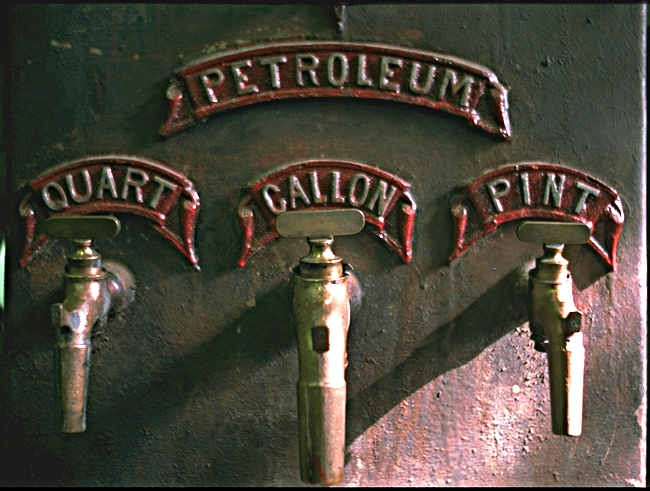
Alte Kraftstoff-Zapfanlage

## Angloamerikanisches Maßsystem

### Flüssigkeitsmaß
1 Imp.qt. = 2 Imp.pt. = 4 imp.cup = 8 Imp.gi. = 40 Imp.fl.oz. = 69,355 cubic inch = 1,1365 Liter
1 Imp.bushel = 8 Imp.gal. = 32 Imp.qt.
1 US liq.qt. = 2 US liq.pt. = 4 US cup = 8 US gi. = 32 US fl.oz.= 57,75 cubic inch = 0,9464 Liter
1 US gal. = 4 US liq.qt. = 231 cubic inch
1 Imp.qt. = 1,20095 US liq.qt.

### Trockenmaß
1 US dry qt. = 2 US dry pt. = 67,201 cubic inch = 1,101 Liter
1 US bsh. = 4 peck = 8 US dry.gal. = 32 US dry qt. = 64 US dry pt.
92.400 US dry quart = 1075.21 US liquid quart
1 US dry quart ≈ 1,1636 US liquid quart

## Deutsche Systeme

### Bayern
- 1 Quart (Quartel oder Schoppen) = 0,267 Liter = ¼ Maß[1]

### Berlin
- 1 Quart = 1,170346 Liter = 59 Pariser Kubikzoll
- 1 Quart = 2 Ösel

Das alte Berliner Maß wurde durch das von Preußen abgelöst.

### Bremen
- 1 Quart = 0,94288 Liter = 47,53 Pariser Kubikzoll
- 1 Quart = 4 Mengel
- 1 Stübchen = 4 Quart

### Breslau
- 1 Quart = 0,69343 Liter = 34,96 Pariser Kubikzoll
- 1 Eimer = 4 Quart

### Dresden
- 1 Quart = 4 Metzen = 16 Mätzchen (Fruchtmaß)

### Halle
Das Maß für die Salzsole ist das preußische.
- 1 Quart Salz = 12 Pfannen
- 1 (Salz-)Pfanne = 5 Zober = 40 Eimer = 480 (preußisches) Quart
- 48 Pfannen nannte man einen Stuhl.[2]

### Preußen (nach 1816)
- 1 Quart = 1,145 Liter = 57,724 Pariser Kubikzoll = 64 preußische Kubikzoll

Das Quart wurde durch ein Grundmaß verkörpert. Es war aus Messing gegossen und stellte einen Zylinder mit einem Durchmesser von 3 ½ Zoll und einer Höhe von 6,652 Zoll dar.
Ein Scheffel hatte 16 Metzen oder 48 Quart. 100 Quart ergaben eine Biertonne.

### Königreich Württemberg
- 1 Maß = 4 Quart

Die Größe „Maß“ war von seiner Anwendung abhängig, denn man unterschied Helleichmaß, Schenkmaß, Trübeichmaß. Das Helleichmaß war das Bezugsmaß für die anderen.
- 1 Helleichmaß = 1,83075 Liter = 92,6099 Pariser Kubikzoll = 78,125 württemb. Kubikzoll
- 1 Trübeichmaß = 1,91742 Liter = 96,662 Pariser Kubikzoll
- 1 Schenkmaß = 1,67005 Liter = 84,191 Pariser Kubikzoll

## Quart-Maße
Quart ist auch die Bezeichnung für ein Viertel von einem Maß. Viele Maße tragen Quart in ihrer Bezeichnung und weisen in der Abwandelung des Begriffes auf die Besonderheit hin. Hier eine  Auswahl dieser Maße:
- Quart
  - Getreidemaß in England, Bremen, Polen, Galizien
  - Flüssigkeitsmaß in einem großen Teile Deutschlands, in Preußen; in Polen und Galizien, hier Kwart/Kwarta[3] geschrieben
- Quarta auch Quarto
  - Getreidemaß in Portugal, Brasilien, Katalonien, Rom und Genua
  - Ölmaß in Barcelona und Genua
  - Flüssigkeitsmaß auf den Kanarischen Inseln
  - Längenmaß
- Quartana
  - Flüssigkeitsmaß auf der Insel Sardinien
- Quartane
  - Getreidemaß im Schweizer Kanton Graubünden
- Quartano oder Cortan
  - Volumen- und Ölmaß auf den Balearen
- Quartant oder Quarteau
  - französisches Volumenmaß für Flüssigkeiten
- Quartaro
  - Getreide- und Flüssigkeitsmaß in der Lombardei und auf Sizilien
- Quartarolo
  - Getreide- und Ölmaß in Bologna
- Quartaut
  - französisches Flüssigkeitsmaß
- Quarte oder Quartel
  - Getreidemaß in Frankreich
  - Weinmaß Deutschland
- Quarteau oder Quartant
  - französisches Volumenmaß für Flüssigkeiten
- Quarteel
  - Gebinde,  Trangebinde in Hamburg und Holland
- Quartel oder Quarte
  - Getreidemaß in Frankreich
  - Weinmaß Deutschland
- Quarter
  - englisches Hohlmaß für trockne und flüssige Waren
- Quartera
  - Getreidemaß in Katalonien (Barcelona) und auf den Balearen
  - Weinmaß auf den Balearen
- Quarteron
  - Getreidemaß in den Schweizer Kantonen Freiburg Lausanne Waadt Genf
  - Flüssigkeitsmaß im Kanton Genf
  - Gewichtsmaß in Frankreich
  - Zählmaß in Belgien
- Quarterona
  - Getreidemaß in Valencia
- Quarterono
  - Ölmaß in Genua
- Quarticello oder Viertelmäßchen
  - der vierte Teil des Quarto
- Quarticino oder Cupo
  - Getreidemaß in Bologna
- Quartier
  - Quartier Flüssigkeitsmaß in Braunschweig, Hannover, den Hansestädten, Oldenburg, Mecklenburg,
  - Quartier Getreidemaß in Schweden
- Quartierchen oder Quartierlein
  - Volumenmaß in Schlesien
- Quartiere
  - Flüssigkeitsmaß auf der Insel Sardinien
- Quartiero, Quartiere oder Viertel
  - italienisches Volumenmaß auf der Insel Sardinien
- Quartiglio
  - italienisches Feld- und Flächenmaß auf der Insel Sizilien
- Quartilho
  - Flüssigkeitsmaß in Portugal und Brasilien
- Quartillo oder Cuartillo
  - Volumenmaß für Getreide und Flüssigkeiten in Spanien und auf spanischen Handelsplätzen
- Quartin oder Cuartin
  - Weinmaß auf den Balearen
- Quartino
  - Weinmaß im Königreich Sardinien
  - Goldmünze im Kirchenstaat und Portugal
  - Volumenmaß auf Mallorca, in Turin, Alessandria
- Quärtlein
  - Flüssigkeitsmaß im Schweizer Kanton Graubünden
- Quartli
  - Flüssigkeitsmaß im Schweizer Kanton Zürich
- Quärtli
  - siehe Quart
- Quarto
  - Volumen- und Gewichtsmaß in Spanien und Italien als Getreide- und Ölmaß
  - Gold- und Silbergewicht in Spanien und Italien aber nur in einigen Regionen
  - Zweitname waren in anderen Regionen eigenständige Maße
    - Quart, Quarter, Viertel oder Vierling
    - Quarticello ist der vierte Teil des Quarto, das Viertelmäßchen.

  - Währungsgrundlage in Spanien, Südamerika und Ostindien
- Quarto auch Quarta
  - Getreidemaß in Portugal, Brasilien, Katatonien, Rom und Genua
  - Ölmaß in Barcelona und Genua
  - Flüssigkeitsmaß auf den Kanarischen Inseln
  - Längenmaß
- Quarto oder Cuarto (Viertel)
  - verschiedene Getreide- und Flüssigkeitsmaße und Gewichte in Spanien und ehemaligen südamerikanischen Kolonien, Kanarischen Inseln, mehreren italienischen Staaten
  - Längenmaß in Valencia
  - Kupfermünze in Spanien
- Quartuccio
  - Flächen- und Feldmaß in Rom
  - verschiedene Hohlmaße in Rom, Toskana, Sardinien und Sizilien